# St. Jürgen-Siechenhaus (Travemünde)

Das St. Jürgen-Siechenhaus um 1910. Links der mittelalterliche Gebäudeteil, rechts der Anbau von 1887

Das St. Jürgen-Siechenhaus in Travemünde war ein ehemaliges Siechenhaus vor den Toren des befestigten Lübecker Vorhafenortes.

## Geschichte
Die Geschichte des Siechenhauses westlich der Travemünder Landstraße zwischen der Travemünder Altstadt und dem Skandinavienkai geht auf das Jahr 1431 zurück, als es als Aussätzigenhaus gestiftet wurde. Nach anderen Angaben geht es sogar auf die Zeit vor 1289 zurück. Es war namensgebend für die Siechenbucht der Trave. Bis Ende der 1960er Jahre erhalten war der denkmalgeschützte Südteil des eingeschossigen Gebäudes unter einem Satteldach. Der Denkmalschutz wurde vor dem Abriss im Sommer 1969 aufgehoben und das Grundstück dem Travemünder Industrieunternehmen Hatra als Firmenparkplatz zugeschlagen. Bis kurz vor dem Abriss wurde es als Altenwohnung für Bedürftige aus dem Travemünder Winkel genutzt. Die noch unter dem Parkplatz im Boden befindlichen Fundamentreste sind als Bodendenkmal geschützt.

## Ausstattung

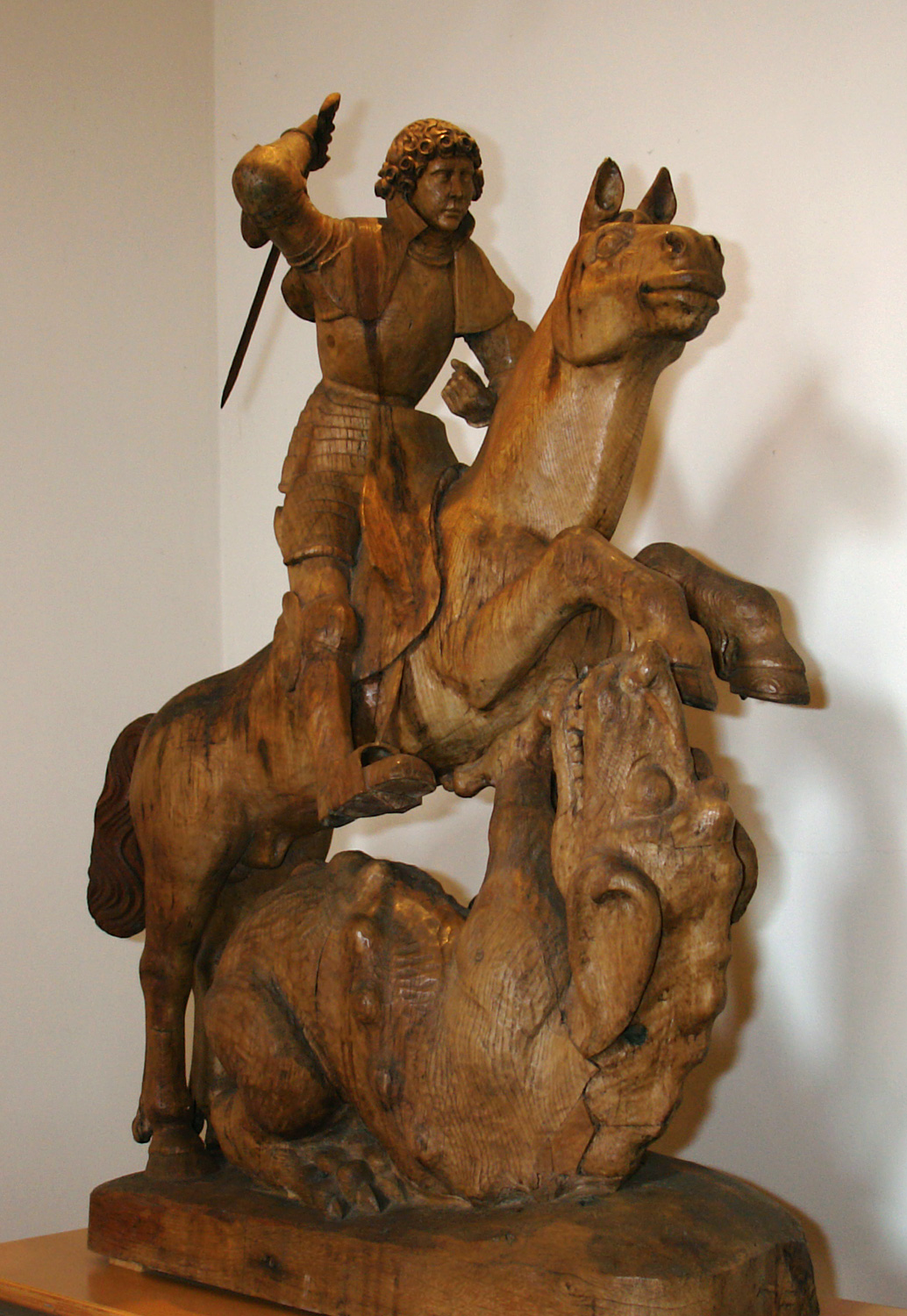
St. Jürgen (um 1520)

An der östlichen Traufseite des Gebäudes befand sich in einer Nische ursprünglich die spätgotische Statue des St. Jürgen aus der Zeit um 1520, die sich heute in der St.-Lorenz-Kirche befindet. Die Statue war ursprünglich farbig gefasst, die ursprüngliche Fassung hat sich jedoch witterungsbedingt nicht erhalten. Darüber hinaus bemerkte Beseler noch ein Kreuzigungsbild von 1711 und ein Paar Messingkandelaber als (ehemalige) Ausstattung. Die Glocke des Siechenhauses von dem Lübecker Gießer Gerhard Kranemann (14. Jahrhundert) befindet sich heute im St.-Annen-Museum in Lübeck.